# Diego Tamayo
Pour les articles homonymes, voir Tamayo.
Tamayo  Martínez est un nom espagnol. Le premier nom de famille, en général paternel, est Tamayo ; le second, en général maternel, souvent omis, est Martínez.
Diego Alejandro Tamayo Martínez, né le 19 septembre 1983 à Palestina (département de Caldas) est un coureur cycliste colombien. Membre d'une formation affiliée à l'UCI cinq saisons (sur six) de 2006 à 2011, il rentre en Colombie en 2013. En 2014, il retourne en Espagne et poursuit sa carrière cycliste à vélo tout terrain. Son frère cadet, Sebastián est, également, cycliste professionnel.

## Repères biographiques

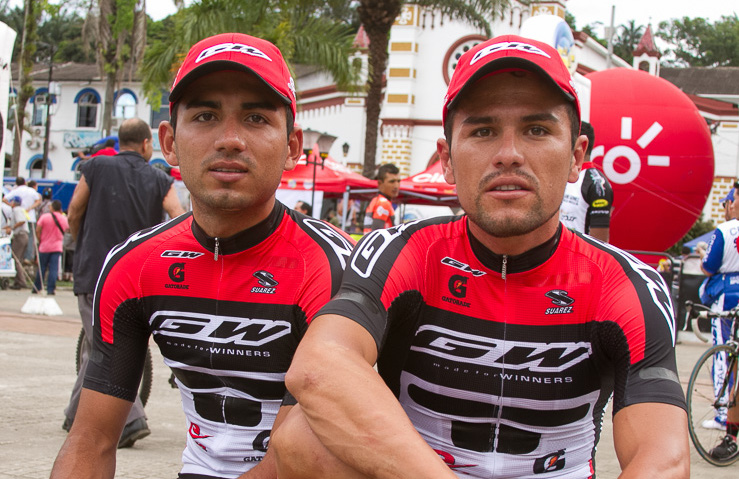
Diego avec à sa droite son frère Sebastián avant le départ de la première étape du Clásico RCN 2013.

Il commence sa carrière professionnelle en 2006 à l'âge de 22 ans après avoir partagé sa carrière amateur entre l'Italie et l'Espagne. Pendant ces deux premières saisons il court chez Atom puis repasse en amateur pendant une saison. Après avoir remporté le Tour de Navarre, il redevient professionnel dans l'équipe CarmioOro-A Style, où il devient un élément essentiel de l'équipe en montagne. 
Il courut avec son frère Sebastián tout d'abord lorsque ce dernier était stagiaire en 2009 chez CarmioOro-NGC et à nouveau en 2011 chez WIT. En Europe, il se fait connaitre par l'échappée matinale, qu'il lance dès le premier kilomètre, lors du championnat du monde sur route 2010. Il reste devant pendant 170 km.
À 29 ans, après avoir passé onze ans en Espagne, il rentre en Colombie, début 2013, en compagnie de son frère Sebastián. Il a partagé ses saisons entre équipes de l’Élite amateur espagnole, comme l'UPV - Bancaja, en 2012 et équipes continentales.
Son retour en Colombie n'est pas couronné de succès, en 2014, Diego Tamayo revient en Espagne et se consacre au vélo tout terrain. Fin avril - début mai, avec un club aragonais, le Zarabici, il participe au Titan Desert, une course par étapes disputée dans le désert marocain sur le modèle d'un rallye-raid. Plusieurs fois à l'attaque les jours précédents, il s'impose l'ultime jour.

## Palmarès
- 2007
  - San Bartolomé Saria
  - 2e du Tour de Tenerife
  - 3e du Laudio Saria
- 2008
  - Tour de Navarre :
    - Classement général
    - 5e étape

  - Xanisteban Saria
  - Laudio Saria
  - 2e de Pampelune-Bayonne
  - 2e du San Bartolomé Saria
  - 3e du Circuito de Pascuas
  - 3e du San Gregorio Saria
  - 3e du Dorletako Ama Saria
- 2011
  - Circuit de Wallonie
- 2012
  - Mémorial Luis Muñoz
  - Tour de Tolède :
    - Classement général
    - 2e étape
- 2015
  - Gran Premio San Lorenzo
  - Titan Desert

## Classements mondiaux
| Année           | 2006   | 2007 | 2008 | 2009 | 2010 | 2011 |
| --------------- | ------ | ---- | ---- | ---- | ---- | ---- |
| UCI Europe Tour | 1 248e | 782e | 341e | 740e |      | 393e |